# کالاتانیاسر
کالاتانیاسر (به اسپانیایی: Calatañazor) یک دهستان در اسپانیا است که در سریا واقع شده‌است.

## خصوصیات
کالاتانیاسر ۶۴ کیلومترمربع مساحت و ۷۰ نفر جمعیت دارد.

## نگارخانه

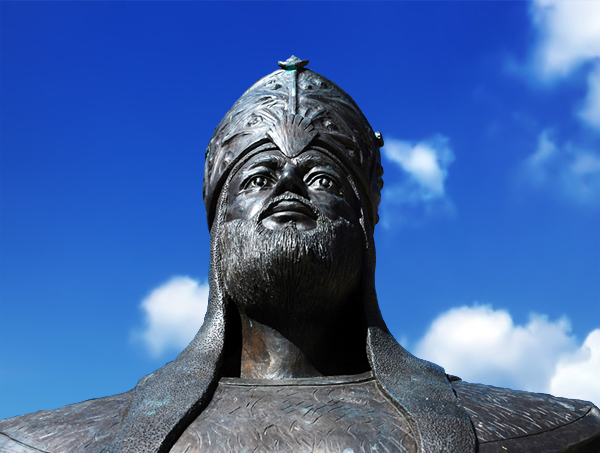
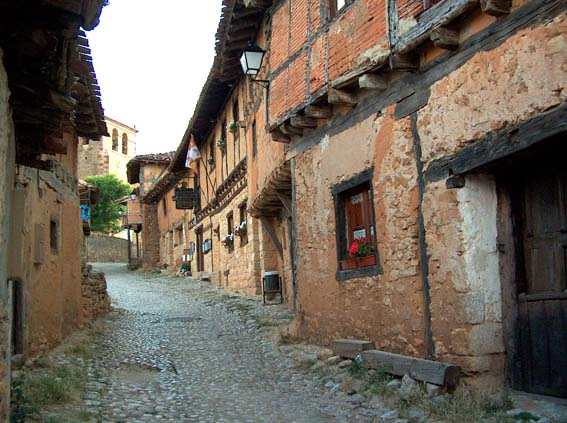
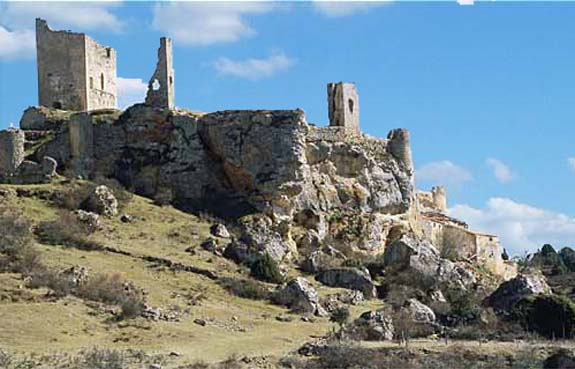
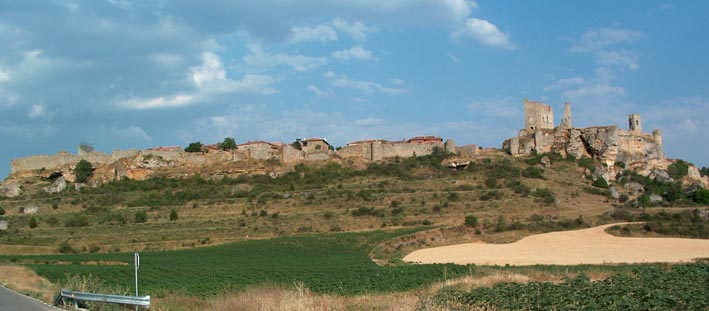
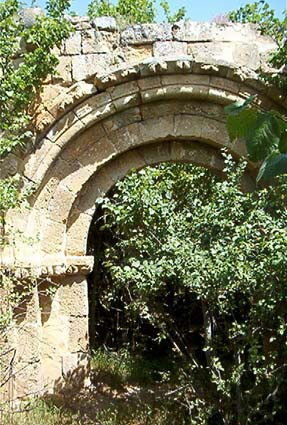
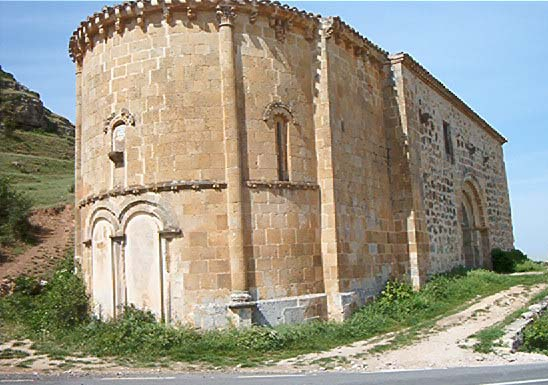
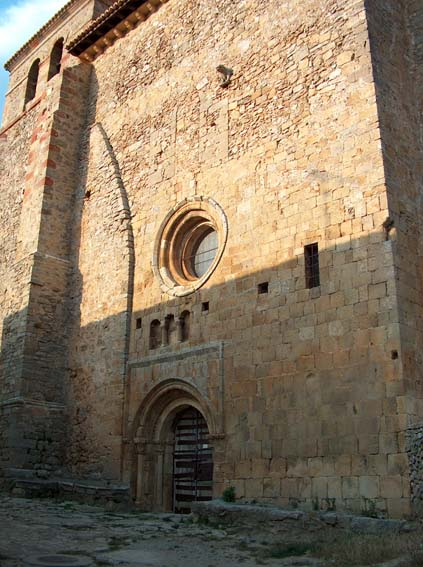
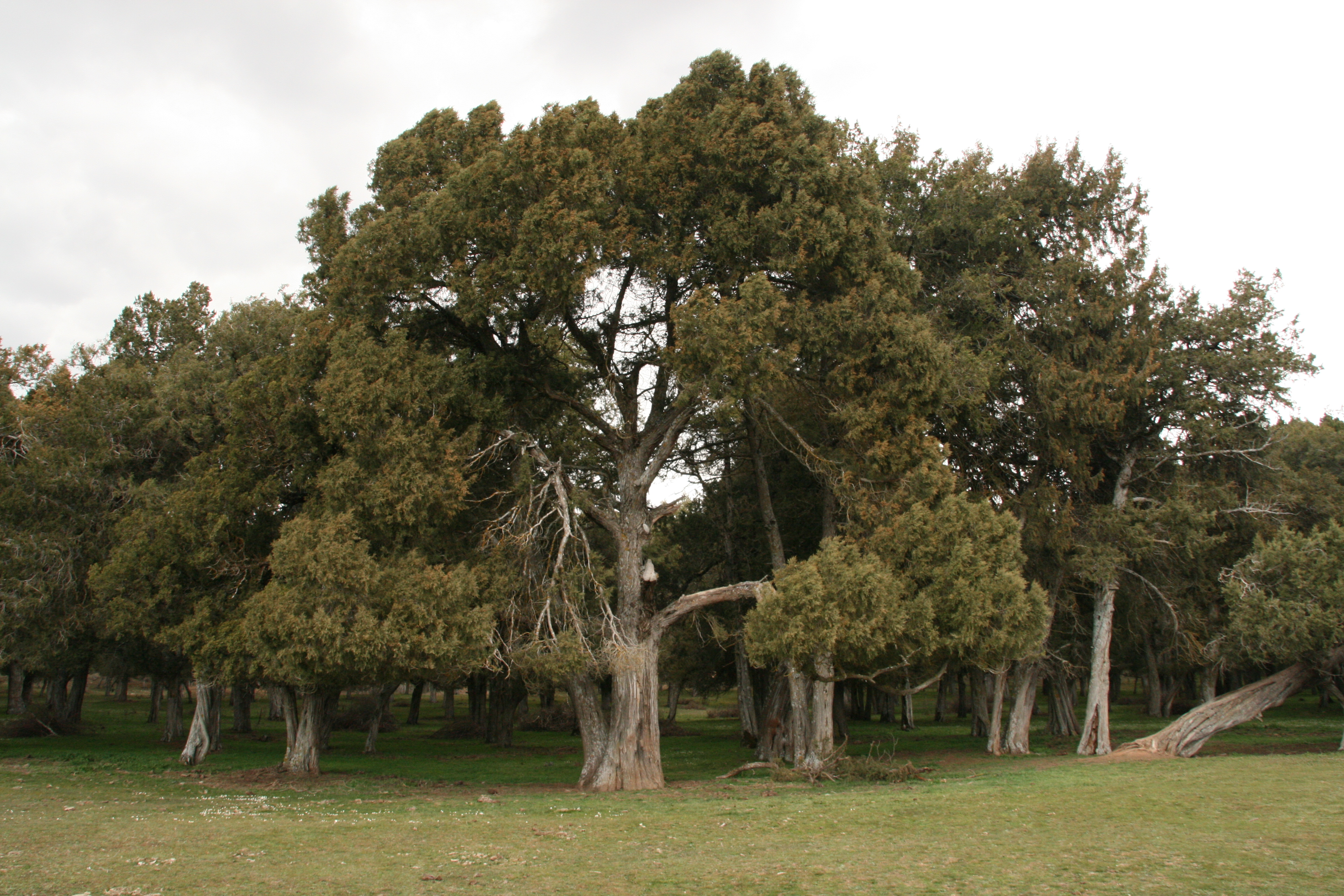